# The Neverhood
The Neverhood (sorti au Japon sous le titre Klaymen Klaymen) est un jeu d'aventure en pointer-et-cliquer édité en 1996 ; créé par l'animateur Douglas TenNapel, il a été entièrement réalisé en animation de pâte à modeler. Plusieurs suites ont été éditées, mais ce ne sont pas des jeux d'aventure : Skullmonkeys, BoomBots, et Klaymen Gun-Hockey. Il a également une suite spirituelle : Armikrog.
Le compositeur Terry Scott Taylor a compilé la musique du jeu et des suites Skullmonkeys et BoomBots  dans un double album publié en 2004 : Imaginarium: Songs from the Neverhood.

## Synopsis
Un personnage se réveille enfermé dans une pièce. Il ignore tout de la situation et ne comprendra les tenants et les aboutissants de cette étrange histoire, qui se déroule dans un monde bien curieux, qu'en réunissant des enregistrements d'un dénommé Willie Trombone.
« Willie knows, bad is always where you forget to look. »
— Willie Trombone

        
« Willie sait que le mal est toujours où on oublie de regarder. »

## Système de jeu
Le jeu se contrôle principalement à la souris : lorsque le joueur clique sur un objet, le personnage le stocke dans son inventaire ; lorsque le joueur clique sur un élément manipulable du décor, le personnage accomplit l'action appropriée, si nécessaire en puisant correctement dans l'inventaire ; enfin, pour se déplacer, le joueur doit cliquer à l'endroit où il veut aller. Le clavier sert à accéder aux options (Esc) ou à passer les cinématiques (Espace).
Les évènements déjà survenus dans cet univers sont rappelés dans un long couloir : ces textes loufoques, qui constituent The Neverhood Chronicles, parlent de Father, le père créateur qui engendra Quarter, qui lui-même engendra Ogdilla, Bertbert, Numeron, Ottoborg (premières mentions de Big Robot Bil et de Willie Trombone), Homen, Hoborg (qui créa The Neverhood et Klogg) et enfin Arven.
L'aide intégrée dans le jeu prend la forme de courts messages laissés par Willie Trombone dans ce qui ressemble à des toilettes discrètement installées en bas d'une échelle de la deuxième salle visitée.

## Accueil
- Adventure Gamers : 4,5/5[6]